# Polska Misja św. Maksymiliana Kolbe w San Diego
Polska Misja Rzymskokatolicka św. Maksymiliana Kolbe w San Diego (ang. St. Maximillian Kolbe Polish Mission) – misja rzymskokatolicka położona w San Diego w stanie Kalifornia, Stany Zjednoczone.
Jest ona misją rzymskokatolicką dla Polaków przebywających w San Diego, prowadzoną przez Towarzystwo Chrystusowe dla Polonii Zagranicznej.
Misja została dedykowana św. Maksymilianowi Kolbe.

## Szkoły
- Polska Szkoła Niedzielna